# Подводные лодки типа «27-В»
Подводные лодки типа «27-В» — проект русских малых подводных лодок для обороны приморских крепостей.

## Проектирование и постройка
В 1910 году в рамках проекта переустройства Кронштадтской крепости было запланировано строительство шести «малых крепостных немореходных подводных лодок» для защиты проходов в минных заграждениях. На совещании Генерального штаба Военного министерства 9 марта 1910 года были сформулированы технические требования к проекту. Поскольку Морское министерство отказалось участвовать в проекте, согласившись лишь помочь специалистами на этапе испытаний, постройкой ведала электротехническая часть Главного инженерного управления Военного министерства.
Во второй половине 1910 года Невский и Балтийский заводы представили эскизные проекты будущей подводной лодки. Морской технический комитет признал лучшим проект Невского завода, который, по сути, был разработан американским конструктором Джоном Голландом. Проект получил американский индекс «27-В» (в некоторых документах Морского министерства «тип 13»).
Офицеры МГШ (капитан КИМФ Н. Ф. Карпов и капитан ККИ Л. Х. Казин) отзывались о проекте скептически: «…ограниченный радиус действия, особенно в подводном положении, по тем же причинам ПЛ будут иметь весьма малый ход, способность держаться в море во всякую погоду ничтожна… Вследствие всего изложенного боевая их ценность сводится к минимуму — почти к нулю».

## Представители
Всего было построено три лодки, обозначавшиеся как № 1, № 2 и № 3.
Все они были заложены в 1912 году на Невском судомеханическом заводе, в 1914 году были спущены на воду, в том же году достроены, прошли испытания на Ладожском озере, куда их доставили по железной дороге.
После вступления в строй объединённые в Дивизион особого назначения лодки планировалось базировать на подступах к Либаве, на острове Эзель.

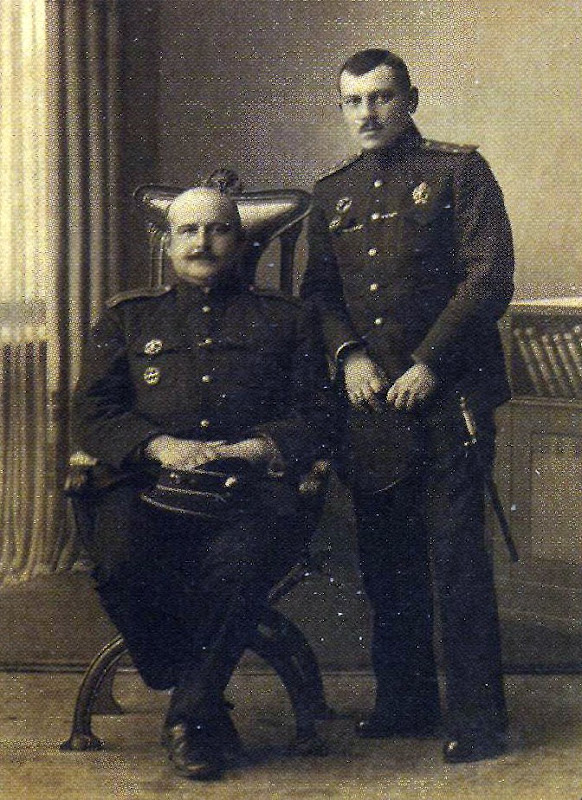
Иван Ризнич (сидит) и командир лодки № 3 В. Шмидт

В августе 1914 года назначение командиром подводной лодки № 2 получил Иван Иванович Ризнич. В ноябре 1914 года доставленные в Ревель лодки осмотрел командующий флотом, приказавший назначить местом их базирования Балтийский порт (Рогервик). В мае 1915 Ризнич стал командиром Дивизиона подводных лодок особого назначения. Дивизион предназначался для обороны Пярнуского залива, однако в боевых походах лодкам участвовать не довелось: почти всё время они находились у причальной стенки, совершив лишь несколько коротких дозорных выходов. Вахтенный журнал лодки № 3, на которой держал брейд-вымпел Ризнич, полон совершено не боевых событий: «1 марта 1915 года. Военная гавань Пярну. Красили корпус». На следующие дни: «…Чистили цистерны», «…Команда ходила в церковь», «Команда ходила в баню», порой вообще появлялась запись: «Случаев не было».
В июне 1915 года дивизион был разделён: № 1 и № 2 были отправлены в состав Северной флотилии для защиты Архангельска. В сентябре две лодки отправили в Кольский залив на буксире пароходов, во время перехода попали в шторм, буксирный трос подводной лодки № 2 оборвался, и она была потеряна. Весной 1916 года её обнаружили выброшенную на берег и забитую льдом, и списали, сняв ряд механизмов и бросив остов на месте.
Подводная лодка № 1 дошла до Полярного, затем базировалась на Александровск-на-Мурмане, вместе с подводной лодкой «Дельфин» составляла отряд подводных лодок Северной флотилии. В апреле 1917 года № 1 затонула во время шторма у пирса в результате тяжёлых повреждений от ударов о горизонтальные рули стоявшего рядом «Дельфина». В июле лодку подняли, но восстанавливать уже не стали. Корпус хранился в порту, а в 1920 году был перевезён в Архангельск, где его разделали на металл.
Тем временем, № 3 оставалась на Балтике. 3 августа 1915 года Ризнич получил звание старшего лейтенанта «за отличия ревностной службы и особых трудов, вызванных обстоятельствами войны». В феврале 1916 года № 3 под командованием Ризнича отправили с Балтийского флота на Дунай. В 1916-17 годах № 3 отрабатывала задачи морального воздействия на противника и сопровождения транспортных судов. Вскоре, в связи с приближением активных боевых действий к Нижнему Дунаю лодку включили в Галацкий отряд Русской Дунайской военной флотилии. Базируясь в порту Рени она охраняла мост от мониторов австро-венгерской флотилии. Таким образом Ризнич стал первым подводником России, действовавшим в речных условиях, причём довольно тяжёлых. В июле 1916 года Ризнича перевели на Северный флот, где он принял под командование № 1, а в 1917 году его командировали в Италию для приёмки подводной лодки «Святой Георгий».
В январе 1918 года № 3 включили в состав Красного черноморского флота, но уже в марте бросили в неисправном состоянии в районе порта Рени. Затем лодка формально входила в состав сперва румынской, затем венгерской дунайских флотилий, однако все попытки отремонтировать корабль не увенчались успехом, и в 1921 году № 3 была разделали на металл в Венгрии.